# Gonomyia (Leiponeura) trionyx
Gonomyia (Leiponeura) trionyx is een tweevleugelige uit de familie steltmuggen (Limoniidae). De soort komt voor in het Neotropisch gebied.